# Kościół św. Katarzyny w Sromowcach Niżnych
Kościół św. Katarzyny w Sromowcach Niżnych – drewniany rzymskokatolicki kościół pw. św. Katarzyny, zbudowany prawdopodobnie w 1513, znajdujący się w miejscowości Sromowce Niżne.
Obiekt znajduje się na szlaku architektury drewnianej województwa małopolskiego.

## Historia
Pierwotny kościół nie zachował się, choć przetrwały gotyckie dzieła sztuki. Obecny zbudowano zapewne w 1513. Wzmiankowany w 1596, rozbudowany o wieżę w XVII w. W 1910 i w 1924 powiększano prezbiterium; w 1955 dobudowano zakrystię, a 1956 nową kruchtę. W 1968 dodano przybudówkę otwartą do wnętrza. Od 1988 obiekt wyłączony z kultu, ponieważ wybudowano nowy kościół parafialny. Ostatnim nabożeństwem odprawionym w tym kościele była msza (pasterka) 24/25 grudnia 1986. Po remoncie od 2010 mieści się w nim galeria sztuki.

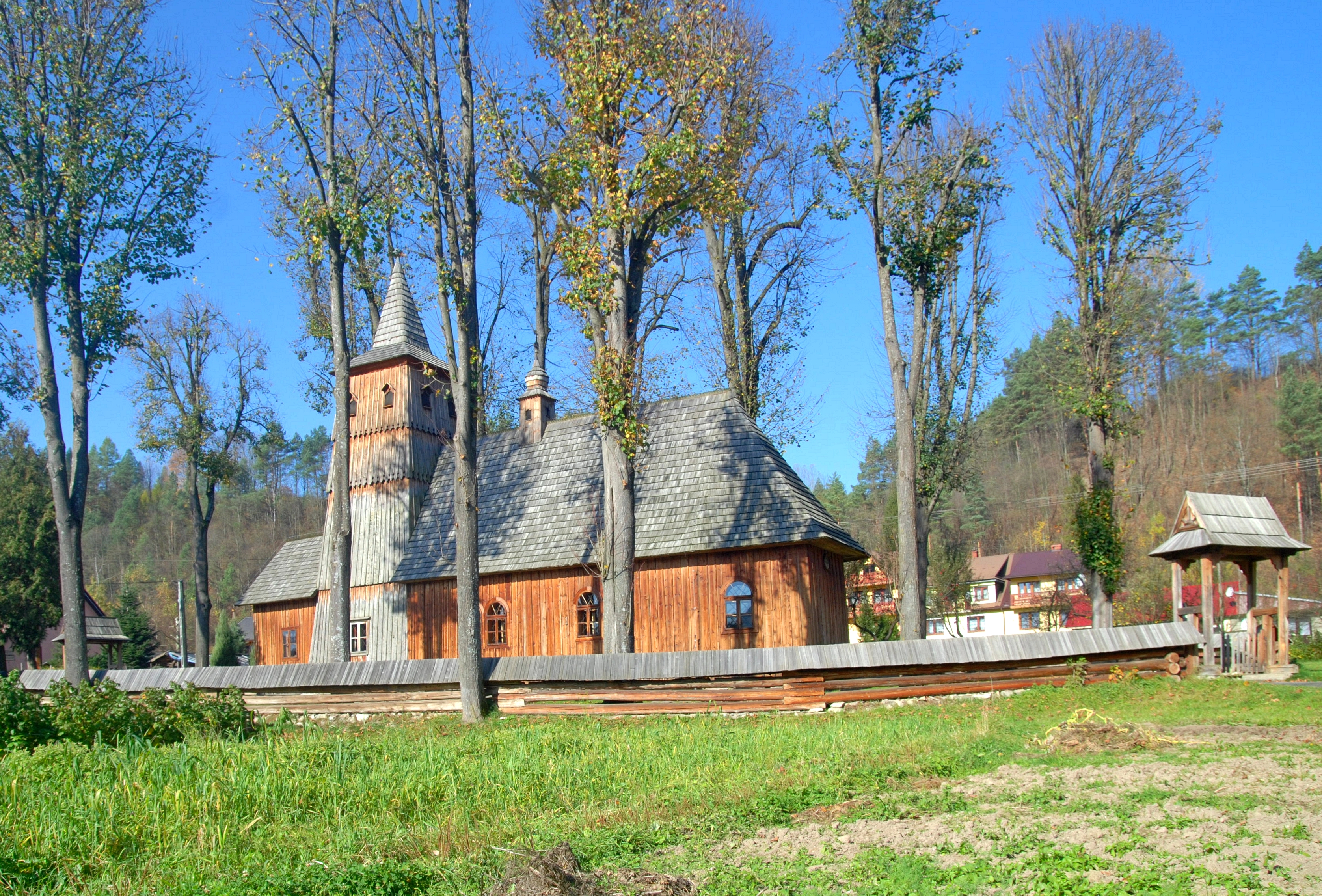
Elewacja boczna
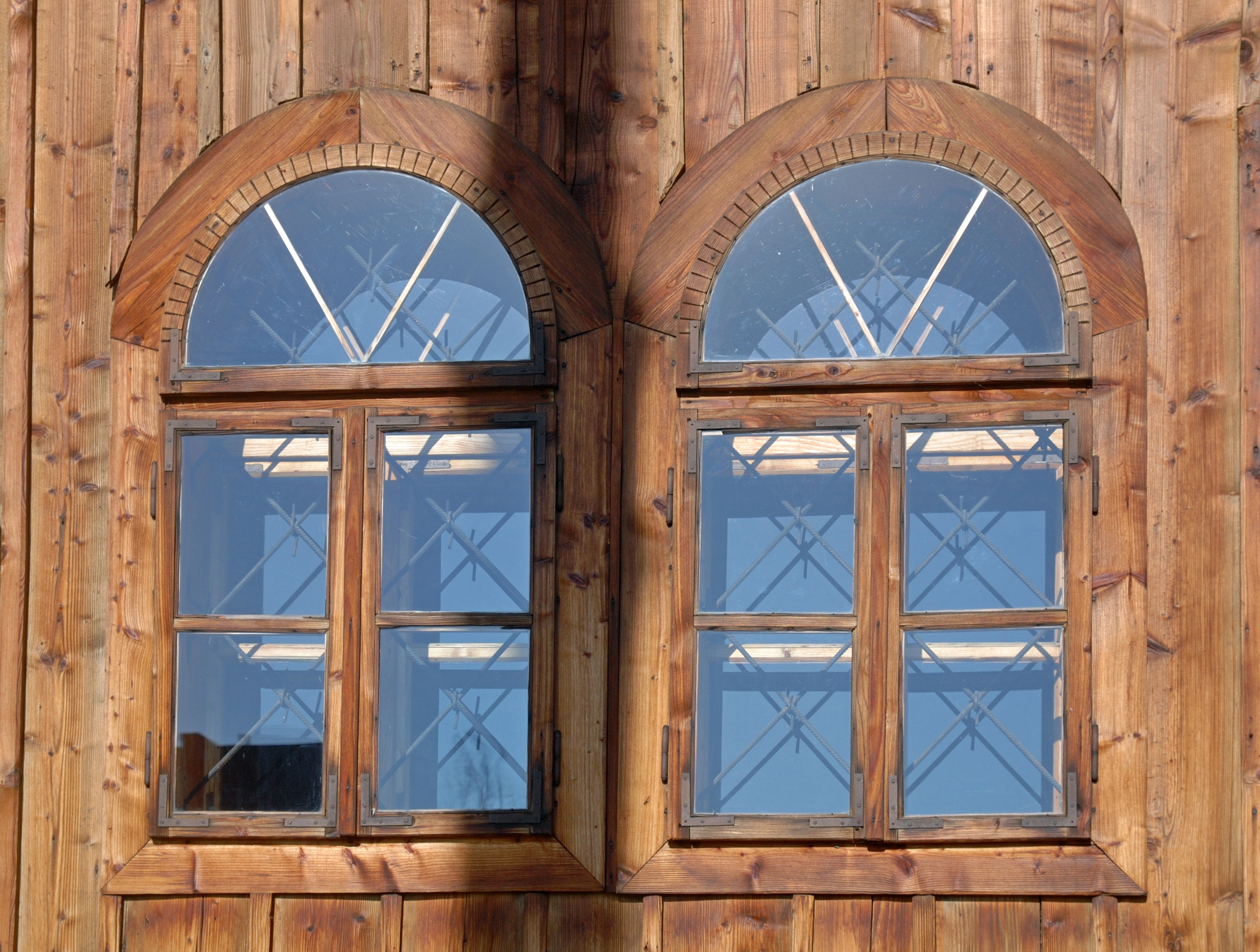
Okienka bliźnie
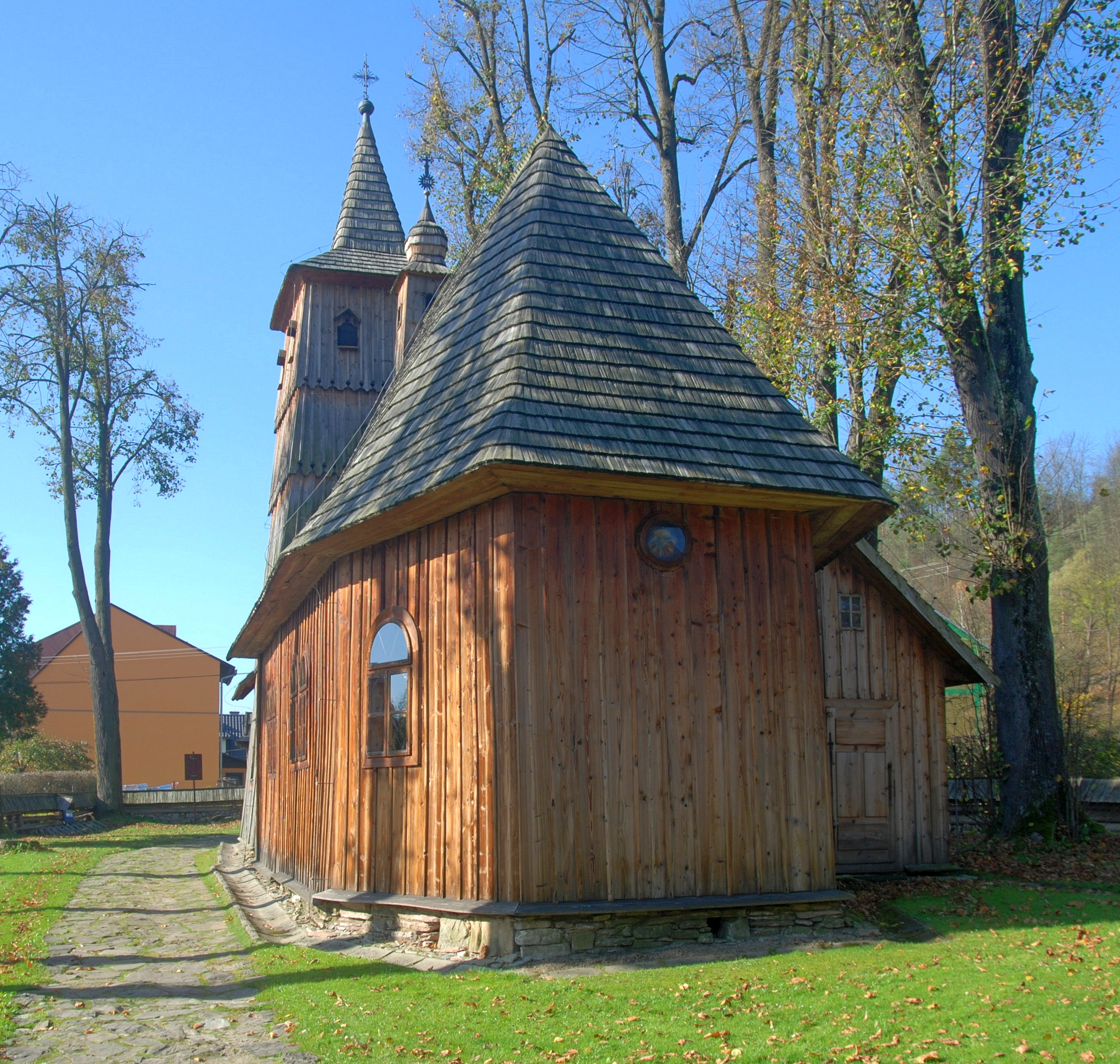
Widok od strony prezbiterium

## Architektura i wyposażenie
Jednonawowy z wydłużonym, zamkniętym trójbocznie prezbiterium. Konstrukcja zrębowa, pionowo oszalowany z listwowaniem. Wieża konstrukcji słupowej o pochyłych ścianach, zwieńczona iglicowym hełmem. Dach jednokalenicowy, kryty gontem.
Wewnątrz stropy płaskie. Większość wyposażenia w tym cenne: gotycki tryptyk z końca XIV w. z kopią rzeźby Matki Boskiej z Dzieciątkiem oraz dwa skrzydła tryptyku z XV w. i gotycka drewniana chrzcielnica z XVI w. przeniesiono do nowego kościoła. 
W kościele pozostały obrazy św. Antoniego Padewskiego i św. Katarzyny Aleksandryjskiej oraz ambona.

## Otoczenie
Kościół obwiedziony ogrodzeniem z dyli wiązanych na zrąb, osłoniętych daszkiem z gontu. Ogrodzenie przerwane jest na osi kościoła dwiema bramkami w formie słupków dźwigających gontowe zadaszenie.